# Buellia eganii
Buellia eganii är en lavart som beskrevs av Bungartz. Buellia eganii ingår i släktet Buellia och familjen Physciaceae.   Inga underarter finns listade i Catalogue of Life.